# カステッロ・ダゴーニャ
カステッロ・ダゴーニャ（伊: Castello d'Agogna）は、イタリア共和国ロンバルディア州パヴィーア県にある、人口約1,100人の基礎自治体（コムーネ）。

## 地理

### 位置・広がり

#### 隣接コムーネ
隣接するコムーネは以下の通り。
- チェレット・ロメッリーナ
- モルターラ
- オレーヴァノ・ディ・ロメッリーナ
- サンタンジェロ・ロメッリーナ
- ゼーメ

### 気候分類・地震分類
気候分類では、zona E, 2641 GGに分類される。
また、イタリアの地震リスク階級 (it) では、zona 3 (sismicità bassa) に分類される
。